# Malaga International Week of Fantastic Cinema
Malaga International Week of Fantastic Cinema – festiwal filmowy odbywający się w listopadzie w Maladze. Podczas festiwalu wyróżniane są filmy fantastyczno-naukowe i horrory.